# Krymskaja
Krymskaja (in russo Крымская?) è una stazione dell'anello centrale di Mosca, la seconda linea circolare della metropolitana. Inaugurata nel settembre 2016, la stazione serve il quartiere di Donskoj.